# 682761 Mittermaiertom
682761 Mittermaiertom este o planetă minoră (asteroid) din centura de asteroizi. A fost descoperită pe 15 ianuarie 2007 la Gaisberg⁠(d) de . 
Obiectul prezintă o orbită caracterizată de o semiaxă mare de 2,7298053154517 UAi, o excentricitate de 0,11920840366076, o înclinație de 5,998248984607 ° în raport cu ecliptica.